# Ryszard Zając
Ryszard Zając (Jelenia Góra, 6 januari 1951) is een Poolse beeldhouwer en muzikant.

## Biografie
Zając studeerde in de periode 1965-1968 aan de Kunstacademie in Jelenia Góra waar hij in 1968 van werd verwijderd vanwege zijn bijdrage aan een demonstratie tegen de inval van het Warschaupact in Tsjecho-Slowakije. Vervolgens studeerde hij in de periode 1970-1973 aan de muziekschool in Jelenia Góra, waarvan hij eveneens werd verwijderd doordat zijn werk door de communistische schoolleiding werd gezien als: "eigenzinnige composities en teksten". Vanaf 1972 begon hij zijn eigen artistieke weg te volgen in de beelhouwkunst en muziek. Als protest tegen het communisme en de militaire macht in Polen (1981-1983) werkte hij enkele jaren met een Dada ideologie en richtte de kunstenaarsgroep synthese op.
Als beeldhouwer maakte Zając enkele houten sculpturen (onder andere in Krakau en Wrocław). Van 1980-1984 renoveerde hij de Noorse Wangkerk, een houten staafkerk in Karpacz. Vervolgens veranderde hij het profiel van zijn artistieke werk en begon ook muziek op bijbelteksten te componeren. hij bekeerde zich tot het evangelie en stichtte de Sacred Music Group Wang. Sinds 1984 treedt de groep op bij verschillende gelegenheden in kerken in Europa, vaak in combinatie met een tentoonstellingen van het werk van Zając.

## Werk (kleine selectie)
- Altaar, Wangkerk, Karpacz (Polen)
- Sculptuur Lazarus, Wangkerk, Karpacz (Polen)
- Jozef en Maria met kindje Jezus, Luthersekerk Kiel (Duitsland)
- Hemelvaart, Katholieke Kerk, Reichenbach (Duitsland)
- Altaar, preekstoel, doopvont, reliëf Jezus met Maria Magdalena, Bochum (Duitsland)
- Altaar Wederopstanding, Evangelische Kerk Braunschweig (Duitsland)
- Altaar Reliëf Dolorosa, Evangelisch-Lutherse Kerk in Hongarije
- Pelgrims, Manderveen (Nederland)
- Altaarrelief De verloren zoon, Kløfta (Noorwegen)
- Trollen Vang, (Noorwegen)
- Levensboom, Oslo

- Gemeinsame Normdatei: 1203337086
- Virtual International Authority File: 7283151778233318130006
- WorldCat: E39PBJjhw4mMQwYCYwKdtCW7HC